# Serchhip
Serchhip è una città dell'India di 18.185 abitanti, capoluogo del distretto di Serchhip, nello stato federato del Mizoram. In base al numero di abitanti la città rientra nella classe IV (da 10.000 a 19.999 persone).

## Geografia fisica
La città è situata a 23° 18' 0 N e 92° 49' 60 E e ha un'altitudine di 887 m s.l.m..

## Società

### Evoluzione demografica
Al censimento del 2001 la popolazione di Serchhip assommava a 18.185 persone, delle quali 9.553 maschi e 8.632 femmine. I bambini di età inferiore o uguale ai sei anni assommavano a 2.861, dei quali 1.422 maschi e 1.439 femmine. Infine, coloro che erano in grado di saper almeno leggere e scrivere erano 14.633, dei quali 7.793 maschi e 6.840 femmine..